# Narciso Coll y Prat
Narciso Coll y Prat (Cornellá del Terri, España, 26 de noviembre de 1754 - Madrid, España, 30 de diciembre de 1822) fue un arzobispo español. Entre 1807 y 1822 estuvo como arzobispo de Caracas en Venezuela. En 1822 fue nombrado obispo de Palencia en España, pero su muerte le impidió ocupar el cargo.
Escribió "Memoriales sobre la Independencia de Venezuela", publicada por la Academia Nacional de la Historia de Venezuela en 1961. 
| Predecesor: Francisco Javier Almonacid | Obispo de Palencia 1822          | Sucesor: Juan Francisco Martínez Castrillón |
| Predecesor: Francisco de Ibarra        | Arzobispo de Caracas 1807 - 1822 | Sucesor: Ramón Ignacio Méndez               |